# アキュラ・ARX-01

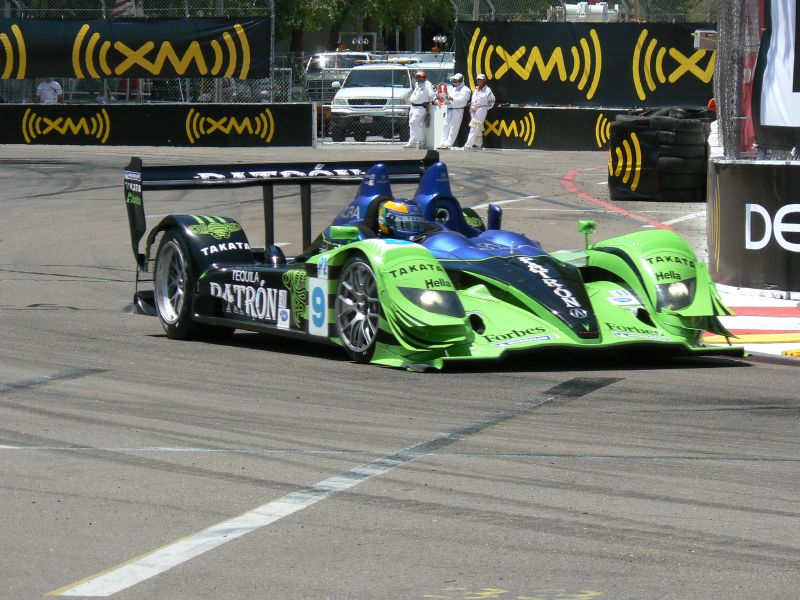
ACURA ARX-01b

アキュラ・ARX-01は、アメリカン・ルマン・シリーズ（ALMS）のLMP2クラスへの参戦のために開発されたスポーツプロトタイプカー。ホンダとしては初のスポーツプロトタイプシャシーである。クラージュ・コンペティションが製作したクラージュ・LC75をベースに、大幅に改良し独自のものとした。

## 概要
本田技研工業のスポーツプレミアムブランドであるアキュラのイメージ向上と、北米に於けるレース活動をサポートしているホンダ・パフォーマンス・ディベロップメント（HPD）の事業拡大を目的として、2007年よりALMSのLMP2クラスに投入された車両である。同ブランドでのレース参戦は1991-93年の「アキュラ・スパイスSE90CL」でのIMSA GTP lightクラスへの参戦以来、実に14年ぶりである。
エンジンは、HPDが独自に開発したV8 3.4L NAエンジン（日本の本田技術研究所製で無い初めてのレーシングエンジン）を搭載している。元々は、インディ・レーシング・リーグ(IRL)用に開発したものであったが、IRLがホンダのワンメイクとなったため、次なる戦いの場を求めスポーツカー用に転用した。
車体は、フランスのクラージュ・コンペティションが製作したLMP2車両である「クラージュ・LC75」をベースに、モノコックとギアボックス以外を大幅に改良（特に空力面が主）されている。開発は、HPDとイギリスのワース・リサーチとが共同で行った。
デビューシーズンである2007年に投入された「アキュラ・ARX-01a」は、アンドレッティ・グリーン・レーシングとハイクロフト・レーシングが使用している。開幕戦セブリング12時間ではアンドレッティ・グリーン・レーシングがLMP2クラスでデビューウインを飾り（総合3位）、第3戦（ロングビーチ）では、LMP1のアウディ・R10 TDIを押さえてポールポジションを獲得している。
2008年シーズンは、ARX-01aをベースに改良された「アキュラ・ARX-01b」で、前年の2チームにロウズ・フェルナンデス・レーシングとド・フェラン・モータースポーツを加えた4チーム体制での参戦となった。ハイクロフト・レーシングが第3戦（ロングビーチ）でLMP2クラス優勝を飾り（総合3位）、第5戦（ライムロック・パーク）で2年目にしてアキュラに初のALMS優勝をもたらした。第9戦（ベルアイル）ではアンドレッティ・グリーン・レーシングが初の総合優勝を飾り、アキュラ勢が1-2-3で表彰台の独占を果たした。
2009年シーズンは、アンドレッティ・グリーン・レーシングが撤退し、ド・フェラン・モータースポーツとハイクロフト・レーシングがLMP1クラスへ移ったため、ロウズ・フェルナンデス・レーシングのみがARX-01bでLMP2クラスに参戦した。他チームの撤退にも助けられ連勝を続け、第8戦（ボーマンビル）において、ドライバーズタイトルを獲得し、第9戦（ブラセルトン）において、エンジン／シャシー両部門のマニュファクチャラーズタイトルを獲得した。なお、2009年シーズンをもって、アキュラとしてのワークスレース活動を終了した。
2010年シーズンからHPD名義での活動になり、ALMSのみならずLMSシリーズ及びル・マン24時間レースへ参戦するチームへも、ARX-01bを改良した「HPD・ARX-01c」を供給した。供給先は、ALMSに参戦したハイクロフト・レーシングと、ル・マン24時間とLMSシリーズに参戦したストラッカ・レーシングの2チームであった。ハイクロフト・レーシングは、ALMSにてドライバー/マニュファクチャラー/エンジン部門で総合優勝を果たし、ストラッカ・レーシングはル・マン24時間レースにてLMP2クラス優勝（総合5位）を果たした。
2011年シーズンは、前年のARX-01cをLMP1レギュレーションに適合させた「HPD・ARX-01e」（エンジンはV8 3.4L NAのまま）をハイクロフト・レーシングへ供給。ARX-01cに市販車用V6を2.8L ツインターボに改造したエンジンを搭載してLMP2レギュレーションに適合させた「HPD・ARX-01d」を、前年からARX-01用HPD製エンジンを使用しているストラッカレーシングとRML ADチーム（旧マシン名：ローラ・HPD）へ供給し、ル・マン24時間レース及びLMS/ALMSへと参戦。
ハイクロフト・レーシングは初戦セブリング12時間レースで総合2位でフィニッシュした。しかしハイクロフトは次戦ロングビーチに登場せず、5月16日、ホンダとのパートナーシップの終了を発表した。
HPDのLMP2クラスの新V6ツインターボエンジンを搭載したARX-01dは、ルマンシリーズでストラッカ・レーシングがランキング2位、RMLが9位だった。ルマン24時間レースでは、RMLがLMP2クラス4位、ストラッカはリタイヤだった。
レベル5モータースポーツは、ALMSで「HPD・ARX-01g」を使用することを発表、ラグナセカ6時間、プチ・ル・マンでLMP2クラス優勝した。